# Hristovaia, Stînga Nistrului
Hristovaia sau Hrustovaia (în rusă Хрустовая, în ucraineană Хрустова) este un sat din Unitățile Administrativ-Teritoriale din Stînga Nistrului (Transnistria), Republica Moldova.
Hristovaia este cel mai mare sat din raionul Camenca. Totuși, evoluția demografică în ultimii 40 de ani este negativă.
În 2015, la parohia din sat a avut loc un caz de exorcism care a scandalizat presa, ajungând să se scrie despre el și în publicația franceză Le Figaro.
Conform recensământului din anul 2004, populația localității era de 2.502 locuitori, dintre care 1.547 (61.83%) moldoveni (români), 845 (33.77%) ucraineni si 97 (3.87%) ruși.

## Legături externe
- pl Chrustowa în Dicționarul geografic al Regatului Poloniei și al altor țări slave, volum I (Aa — Dereneczna) anul 1880

- pl Chrustowa în Dicționarul geografic al Regatului Poloniei și al altor țări slave, volum XV, p. 1 (Abablewo — Januszowo) 1900